# Laurence Brize
Pour les articles homonymes, voir Brize (homonymie).
Laurence Brize, née le 12 juillet 1976 au Puy-en-Velay, est une tireuse sportive française. 
Elle remporte la médaille d'argent par équipe aux Championnats d'Europe de 2013 en carabine à trois positions avec Émilie Évesque et Marie Fayolle.
Elle est médaillée de bronze aux Championnats du monde en 2013 au tir à la carabine à 10 mètres. Elle participe aussi aux Jeux olympiques en 2004, 2008, 2012 et 2016.
Aux Jeux européens de 2015, elle est médaillée d'argent au tir à la carabine à 50 mètres 3 positions.
La tante à Jérémy Brize du lycée la chartreuse à Brives-Charensac.  